# Тавзарашвили, Антон Давидович
Антон Давидович Тавзарашвили (1919—1992) — советский инженер-конструктор в области двигательных установок пилотируемых и автоматических грузовых космических кораблей и долговременных орбитальных станций, участник первого в мире полёта космического корабля-спутника Восток с человеком на борту (1961), ведущий конструктор КБ химического машиностроения. Лауреат Государственной премии СССР (1979).

## Биография
Родился 12 июля 1919 года в городе Чите, позже он вместе с семьёй переехал в город Кутаиси.

### Образование и участие в Великой Отечественной войне
С 1937 по 1941 год обучался на артиллерийском факультете Московского механико-машиностроительного института имени Н. Э. Баумана. С 1941 года призван в ряды РККА, участник Великой Отечественной войны в составе рабочего батальона, участвовал в Битве за Москву. С 1941 по 1942 год обучался на офицерских курсах
Тульского артиллерийского училища, по окончании которых служил в составе 1-го стрелкового батальона 334-го стрелкового полка 47-й стрелковой дивизии
84-го стрелкового корпуса в должностях командира взвода и командира роты, участвовал в Сталинградской битвы. В 1944 году в боях получил ранение и лёгкую контузию, за период войны был награждён орденами Отечественной войны II степени и Красной Звезды.

### В ОКБ-2 — КБХМ и участие в создании ракетно-космической техники
С 1946 по 1947 год продолжил обучения в МВТУ имени Н. Э. Баумана по окончании которого был направлен на научно-исследовательскую работу в Особое конструкторское бюро № 2 НИИ-88 (с 1967 года — КБ химического машиностроения) на должность инженера-конструктора и ведущего конструктора, занимался работам по созданию двигательных установок реактивной и ракетно-космической техники.
А. Д. Тавзарашвили внёс весомый вклад в создание и полигонных испытаниях первой в мире сверхзвуковой двухступенчатой межконтинентальной крылатой ракеты наземного базирования «Буря», первых жидкостных ракетных двигателей для зенитных ракет и жидкостных ракетных двигателей с насосной подачей для посадки и взлёта с Луны и возвращения космических аппаратов на Землю, в том числе для ракеты-носителей для запуска пилотируемых космических кораблей «Восток», «Восход», «Союз», серии транспортных беспилотных грузовых космических кораблей типа «Прогресс»
17 июня 1961 года Указом Президиума Верховного Совета СССР За успешное выполнение специального задания Правительства по созданию образцов ракетной техники, космического корабля-спутника «Восток» и осуществление первого в мире полета этого корабля с человеком на борту А. Д. Тавзарашвили был награждён орденом Трудового Красного Знамени.
4 ноября 1979 года «закрытым» Постановлением ЦК КПСС и СМ СССР «За участие в работе по созданию комплекса средств орбитальной космической станции „Салют-6“» А. Д. Тавзарашвили был удостоен Государственной премии СССР.
Скончался 28 октября 1992 года в Москве, похоронен на Миусском кладбище.

## Награды
- Орден Отечественной войны I (11.03.1985) и II (10.01.1945) степени
- Орден Трудового Красного Знамени (17.06.1961)
- Орден Красной Звезды (4.03.1945)
- Орден «Знак Почёта»
- Медаль «За победу над Германией в Великой Отечественной войне 1941—1945 гг.»
- Медаль «За оборону Сталинграда»
- Медаль «За оборону Москвы»

### Премии
- Государственная премия СССР (4.11.1979)[3][2][1]